# ペッケアー (小惑星)
ペッケアー (1629 Pecker) は小惑星帯に位置する小惑星。フランスの天文学者ルイ・ボワイエ (Louis Boyer) がアルジェで発見した。
フランスの天文学者で、コレージュ・ド・フランスの教授、天体物理研究所長を務めたジャン＝クロード・ペッケアー（Jean-Claude Pecker、1925年5月10日ランス生まれ）に因んで命名された。